# 4-я драгунская дивизия (Первая империя)
4-я драгунская дивизия (фр. 4e division de dragons) — кавалерийская дивизия Франции периода наполеоновских войн.

## Командование дивизии

### Командиры дивизии
- дивизионный генерал Франсуа Бурсье (24 августа 1805 – 11 июля 1806)
- дивизионный генерал Луи Саюк (11 июля 1806 – 14 мая 1807)
- дивизионный генерал Арман Лебрен де Ля Уссе (14 мая 1807 – сентябрь 1811)
- дивизионный генерал Шарль Трейяр (октябрь 1811 – 16 июля 1813)

### Начальники штаба дивизии
- полковник штаба Пьер Друо (22 сентября 1805 – 16 декабря 1808)
- полковник штаба Луи Грюндлер (16 декабря 1808 – август 1809)
- полковник штаба Фредерик Доно (август 1809 – 1813)

## Организация дивизии
На 25 сентября 1805 года:
- командир — дивизионный генерал Франсуа Бурсье
- начальник штаба — полковник штаба Пьер Друо
- 1-я бригада (командир — бригадный генерал Луи Саюк)
  - 15-й драгунский полк (командир — майор Жозеф Пешлош[К 1])
  - 17-й драгунский полк (командир — полковник Жозеф Сен-Дизье)
- 2-я бригада (командир — бригадный генерал Жан-Батист Лапланш)
  - 18-й драгунский полк (командир — полковник Шарль Лефевр-Денуэтт)
  - 19-й драгунский полк (командир — полковник Огюст Коленкур)
- 3-я бригада (командир — бригадный генерал Вердьер)
  - 25-й драгунский полк (командир — полковник Антуан Риго)
  - 27-й драгунский полк (командир — полковник Дени Террер)

На 14 октября 1806 года:
- командир — дивизионный генерал Луи Саюк
- начальник штаба — полковник штаба Пьер Друо
- 1-я бригада (командир — бригадный генерал Пьер Маргарон)
  - 15-й драгунский полк
  - 17-й драгунский полк (командир — полковник Фредерик Бёрманн)
- 2-я бригада (командир — бригадный генерал Жан-Батист Лапланш)
  - 18-й драгунский полк (командир — полковник Жюстен Лаффит)
  - 19-й драгунский полк (командир — полковник Жан Сен-Женьес)
- 3-я бригада
  - 25-й драгунский полк
  - 27-й драгунский полк

На 1 июня 1807 года:
- командир — дивизионный генерал Арман Лебрен де Ля Уссе
- начальник штаба — полковник штаба Пьер Друо
- 1-я бригада (командир — бригадный генерал Пьер Маргарон)
  - 17-й драгунский полк (командир — полковник Фредерик Бёрманн)
  - 27-й драгунский полк (командир — полковник Франсуа Лаллеман)
- 2-я бригада (командир — бригадный генерал Жан-Батист Лапланш)
  - 18-й драгунский полк (командир — полковник Жюстен Лаффит)
  - 19-й драгунский полк (командир — полковник Жан Сен-Женьес)

На 15 ноября 1808 года:
- командир — дивизионный генерал Арман Лебрен де Ля Уссе
- начальник штаба — полковник штаба Пьер Друо
- 1-я бригада (командир — бригадный генерал Пьер Маргарон)
  - 17-й драгунский полк (командир — полковник Фредерик Бёрманн)
  - 27-й драгунский полк (командир — полковник Франсуа Лаллеман)
- 2-я бригада (командир — бригадный генерал Жан-Батист Лапланш)
  - 18-й драгунский полк (командир — полковник Жюстен Лаффит)
  - 19-й драгунский полк (командир — полковник Жан Сен-Женьес)

На 16 января 1809 года:
- командир — дивизионный генерал Арман Лебрен де Ля Уссе
- начальник штаба — полковник штаба Луи Грюндлер
- 1-я бригада (командир — бригадный генерал Маризи)
  - 17-й драгунский полк (командир — полковник Фредерик Бёрманн)
  - 27-й драгунский полк (командир — полковник Франсуа Лаллеман)
- 2-я бригада (командир — бригадный генерал Огюст Коленкур)
  - 18-й драгунский полк (командир — полковник Жюстен Лаффит)
  - 19-й драгунский полк (командир — полковник Жан Сен-Женьес)

На 30 июня 1810 года:
- командир — дивизионный генерал Арман Лебрен де Ля Уссе
- начальник штаба — полковник штаба Фредерик Доно
- 1-я бригада (командир — бригадный генерал Александр Дижон)
  - 17-й драгунский полк (командир — полковник Фредерик Бёрманн)
  - 27-й драгунский полк (командир — полковник Франсуа Лаллеман)
  - 18-й драгунский полк (командир — полковник Жюстен Лаффит)
  - 19-й драгунский полк (командир — полковник Жан Сен-Женьес)
- 2-я бригада (командир — бригадный генерал Маризи)
  - 13-й драгунский полк
  - 22-й драгунский полк

## Подчинение и номер дивизии
- 4-я драгунская дивизия резервной кавалерии Великой Армии (29 августа 1805 года);
- 4-я драгунская дивизия 2-го корпуса резервной кавалерии Великой Армии (13 декабря 1806 года);
- 4-я драгунская дивизия резервной кавалерии Великой Армии (12 января 1807 года);
- 4-я драгунская дивизия 1-го армейского корпуса Великой Армии (1807 года);
- 4-я драгунская дивизия резервной кавалерии Армии Испании (15 октября 1808 года);
- 4-я драгунская дивизия 2-го армейского корпуса Армии Испании (1 января 1809 года);
- 4-я драгунская дивизия 2-го армейского корпуса Армии Португалии (17 апреля 1810 года);
- 4-я драгунская дивизия Центральной армии (август 1810 года).

## Награждённые

### Комманданы ордена Почётного легиона
- Огюст Коленкур, 25 декабря 1805 — полковник, командир 19-го драгунского
- Шарль Лефевр-Денуэтт, 25 декабря 1805 — полковник, командир 18-го драгунского
- Антуан Риго, 25 декабря 1805 — полковник, командир 25-го драгунского
- Дени Террер, 25 декабря 1805 — полковник, командир 27-го драгунского

### Офицеры ордена Почётного легиона
- Жюстен Лаффит, 14 мая 1807 – полковник, командир 18-го драгунского
- Жан Сен-Женьес, 14 мая 1807 – полковник, командир 19-го драгунского
- Франсуа Лаллеман, 11 июля 1807 – полковник, командир 27-го драгунского

### Комментарии
1. ↑  Командир полка Николя Бартельми возглавлял в ходе кампании 4-й полк пеших драгун